# Kepler-1647b
Kepler-1647b (auch Kepler-1647(AB)b oder KOI-2939b) ist ein jupitergroßer Gasriese, der den 3700 Lichtjahre von der Erde entfernten Doppelstern Kepler-1647(AB) im Sternbild Schwan umkreist. Der Planet umkreist die beiden etwa sonnengroßen Sterne zirkumbinär in relativ großem Abstand. Für einen Umlauf benötigt er 1.107 Tage und befindet sich in der habitablen Zone. Sein Alter wird auf 4,4 Milliarden Jahre geschätzt. 

## Leben
Da Kepler-1647b ein Gasriese ist, ist Leben, wie wir es kennen, auf Kepler-1647b unmöglich. Er liegt jedoch in der habitablen Zone und es könnte Exomonde geben, auf denen lebensfreundliche Bedingungen herrschen. Bisher wurden aber keine Hinweise auf solche Monde entdeckt.